# Zuri Tibby
Zuri Tibby (1 de septiembre de 1995), es una modelo estadounidense. Fue descubierta en un centro comercial a la edad de 15 años. Fue anunciado el 24 de agosto de 2016 que Tibby se convertiría en la primera modelo de raza negra en ser portavoz de la filial de la marca Victoria's Secret, PINK.
Desfilo en los Victoria's Secret Fashion Shows de 2016 y 2017.